# Quatsino
Quatsino, vodeće pleme Koskimo Indijanaca, šire grupe Kwakiutl, porodice Wakashan, naseljeni na Quatsino Soundu, na kanadskom otoku Vancouver. Ovo pleme jedno je od 5 plemena Koskima, od kojih je svako imalo svoj tradicionalni teritorij i nekoliko imenovanih hijerarhijski rangiranih rodova ili klanova. 
Pleme Quatsino ima mutno i nejasno poriejklo. Prema nekima oni su porijeklom iz područja Cape Scotta, a prema drugima sa Sea Otter Cove i San Josef Bay (Bouchard 1995; Galois 1994). -U ranom 19. stoljeću oni kontroliraju teritorij što uključuje Sea Otter Cove, San Josef Bay, Raft Cove, Grant Bay, Forward Inlet, Browning Inlet, Winter Harbour i Ahwechaolto Inlet. Njihova glavna sela bila su Kwatleo u Browning Harbour i Sipee (Grass Point) na Winter Harbouru.
Ne smiju se pobrkati s plemenom G_usgimukw ili Koskimox, po kojoj je cijela grupa Koskimo dobila ime. 
Kultura Quatsino Indijanaca pripada kulturnom području Sjeverozapadne obale. 

## Rezervati
Quatsino su danas naseljeni pod imenom Quatsino First Nation po rezervatima Ah-we-cha-ol-to 16, Cayilth 5, Cayuse 6, Clatux 9, Clienna 14, Grass Point 13, Klaskish 3, Kultah 4, Mah-te-nicht 8, Maquazneecht Island 17, O-ya-kum-la 11, Pa-cat'l-lin-ne 3, Pulcah 15, Quatleyo 12, Quatsino Subdivision 18 blizu Coal Harboura, Quattishe 1, Teeta 7, Telaise 1, Toh-quo-eugh 2, Tsowenachs 2

## Vanjske poveznice
- Kwakiutl Indian Tribe History
- Quatsino  Arhivirana inačica izvorne stranice od 8. siječnja 2008. (Wayback Machine)